# Bronislava Nižinská

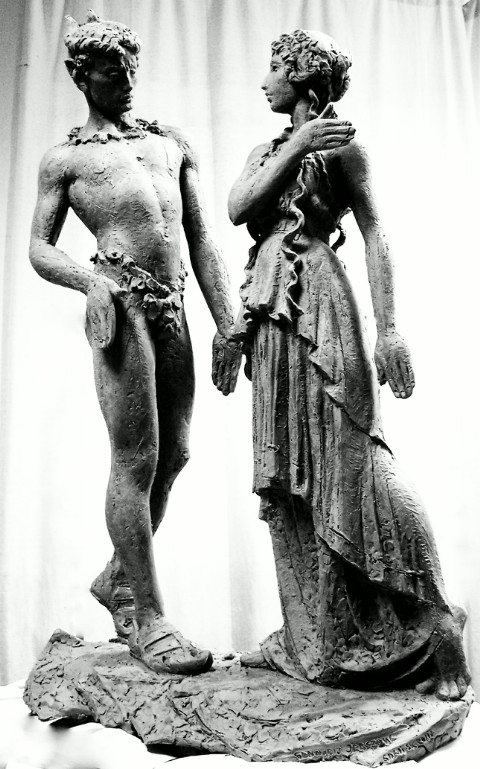
Bronislava a Václav Nižyński -
socha Gennadije Jeršova

Bronislava Nižinská (pol. Bronisława Niżyńska, rus. Бронислава Фоминична Нижинская) (8. ledna 1891 Minsk – 21. února 1972 Los Angeles) byla rusko-polská tanečnice a choreografka, dcera polských tanečníků Tomaše a Eleonory Niżyńských, sestra slavného tanečníka Václava Niżyńského.

## Kariéra
V roce 1902 začala vyučovat na Císařské divadelní škole v Petrohradě, kde studovala pod vedením Enrica Cecchettiho.
Po ukončení studií v roce 1908 začala hrát v Mariinském divadle. Od roku 1909, spolu se svým bratrem Václavem, působila v baletu Sergeje Ďagileva. Pro jeho Ballets russes začala také vytvářet choreografie.
V roce 1914 založila v Kyjevě baletní školu. Jedním z jejích studentů byl i Serge Lifar. V roce 1921 opustila Rusko a vystupovala opět s Ďagilevovým souborem. V roce 1932 založila ve Francii svůj vlastní baletní soubor. Od roku 1937 vedla Polsky Representativni Balet, se kterým na světově výstavě v Paříži v roce 1937 vyhrála Grand Prix v oblasti tance.
V roce 1938 založila baletní školu v Los Angeles. Spolupracovala s American Ballet Theatre. V roce 1945 byla baletní mistryní Grand Ballet du Marquis de Cuevas. Od roku 1967 stála v čele baletu Buffalo Ballet Theater.